# Beer (kráter na Měsíci)

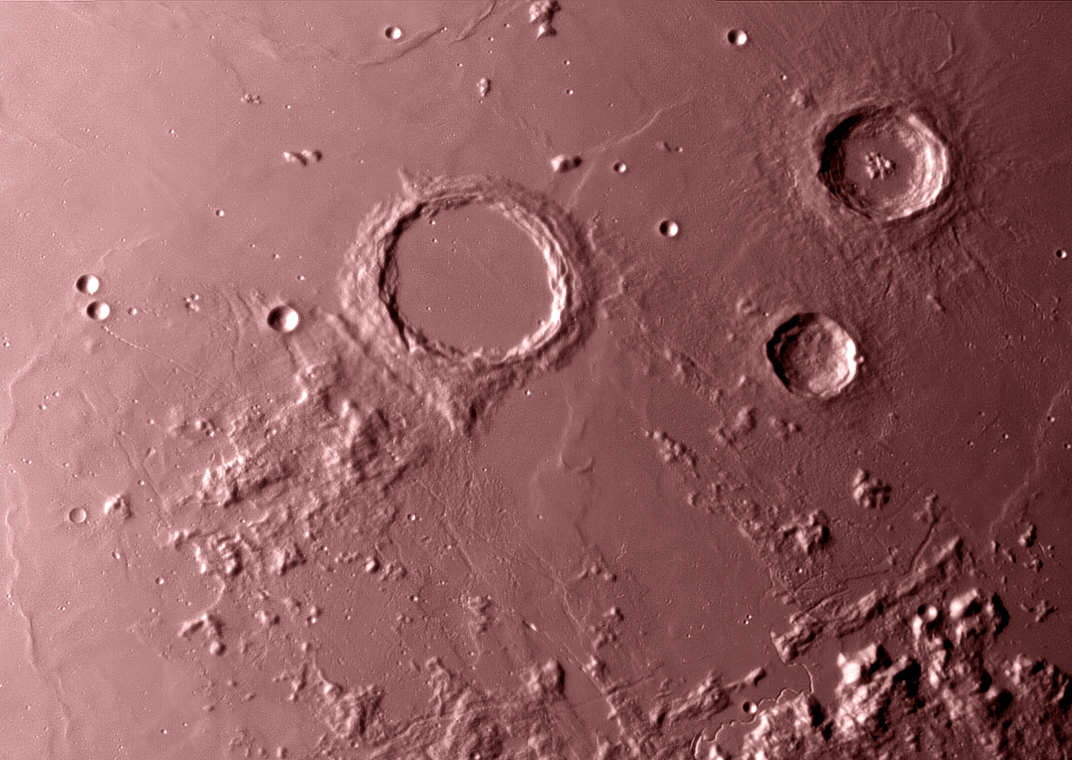
Na levém okraji fotografie se nachází dvojice malých kráterů Feuillée (horní kráter) a Beer (dolní kráter, fotografie není orientována severojižním směrem). Velký kráter přibližně uprostřed je Archimedes.

Beer je měsíční impaktní kráter nacházející se ve východní části Mare Imbrium (Moře dešťů) východně od výrazného kráteru Timocharis na přivrácené straně Měsíce. Má průměr 10,2 km a je hluboký 1,7 km, pojmenován je podle německého bankéře a astronoma Wilhelma Beera.
V jeho těsné blízkosti se nachází zhruba stejně velký kráter Feuillée, východo-severovýchodním směrem leží kráter Bancroft. Jiho-jihozápadně leží malý kráter Pupin, cca 15 km jiho-jihovýchodně pak malý lunární dóm (typ štítové sopky). Stejným směrem o dost dále leží kráter MacMillan.